# Vulcaniella pontica
Vulcaniella pontica ist ein Schmetterling (Nachtfalter) aus der Familie der Prachtfalter (Cosmopterigidae). Der Artname ist von Pontus, dem antiken, latinisierten Namen des Schwarzen Meeres abgeleitet.

## Merkmale
Die Falter erreichen eine Flügelspannweite von 11 Millimeter. Der Kopf ist weiß. Das erste Segment der Labialpalpen ist ockerbraun. Das zweite Segment hat an der Außenseite einen weißen Subapikalfleck. Das dritte Segment ist weiß und hat eine unterbrochene, dunkle Seitenlinie. Der Apex ist weiß.
Die Fühler glänzen dunkelbraun und sind in den ersten beiden Dritteln weiß geringelt. Im letzten Drittel befinden sich fünf dunkelbraune Abschnitte, die jeweils aus drei Segmenten bestehen. Diese sind durch ein weißes Segment oder durch weiße und braune Ringe voneinander getrennt. Das Fühlerbasisglied glänzt dorsal dunkelbraun und hat vorn eine weiße Linie und einen weißen Fleck. Ventral ist es weiß.
Der Thorax und die Tegulae glänzen dunkel goldbraun und sind hinten breit weiß gesäumt. Der Thorax ist vorn mit einigen weißen Schuppen versehen. Die Beine glänzen dunkelbraun, die Tibien der Vorderbeine haben zwei weiße Basalflecke sowie weiße Medial- und Apikalringe. Die Tibien der Mittel- und Hinterbeine haben weiße Basal-, Medial- und Apikalringe. Die Tarsen der Vorderbeine haben zwei mediale Bänder, die Tarsen der Mittel- und Hinterbeine haben weiße Apikalringe. Die Sporne sind ockerfarben weiß.
Die Vorderflügel glänzen dunkel goldbraun. Eine schräg nach außen verlaufende, erhabene, silbrige Binde befindet sich bei 1/6 der Vorderflügellänge. Sie verläuft von der Costalader bis über die Analfalte hinaus. Sie ist an der Costalader weiß und wird durch die Analfalte unterbrochen. Zur Zeichnung der Vorderflügel gehören auch sechs silbrige, erhabene Flecke. Zwei befinden sich an der Costalader, der erste liegt vor der halben Flügellänge, der zweite bei 3/4 der Vorderflügellänge. Letzterer reicht mit einem weißen Strich von der Costalader bis in die Fransenschuppen. Am Flügelinnenrand befinden sich drei Flecke. Der erste liegt bei 1/3 der Vorderflügellänge auf der Analfalte. Der zweite ist gleich weit von den beiden Costalflecken entfernt. Der dritte liegt am Innenwinkel außerhalb des dritten Costalflecks. Am Apex befindet sich ein weißer Fleck, die Fransenschuppen sind gräulich braun. Die Hinterflügel glänzen hellgrau und sind in Richtung Apex bräunlich.
Das Abdomen glänzt dorsal hellgrau und ist ockerfarben getönt. Das erste Segment ist nahezu weiß. Das letzte Segment ist hinten schmal weiß gebändert, ventral ist es dunkelgrau und hinten breit weiß gebändert. Das Afterbüschel ist weiß.
Bei den Männchen ist das rechte Brachium breit, in Richtung Apex rundlich und hakenförmig. Das linke Brachium verjüngt sich apikal und hat eine scharfe Spitze. Die Valven sind lang, ziemlich breit und an der Basis am breitesten. Die rechte Valvella ist kürzer als der distale Teil des Aedeagus, an der Basis am breitesten und in der Mitte schmal. Dorsoventral ist sie breit und flach, der Apex ist rundlich. Die linke Valvella ist klein und dreieckig, der Apex ist spitz. Der Aedeagus ist groß und bauchig. Der distale Teil verjüngt sich und hat eine scharfe Spitze.
Die Genitalarmatur der Weibchen wurde bisher nicht beschrieben.

### Ähnliche Arten
Vulcaniella pontica ähnelt Vulcaniella anatolica, unterscheidet sich von dieser Art aber durch die Färbung des letzten Drittels der Fühler und den breiten weißen Saum am Hinterrand des Thorax. Vulcaniella kabulensis ähnelt Vulcaniella pontica, unterscheidet sich aber durch den dunkelbraunen Kopf und das dunkelbraune Nackenbüschel.

## Verbreitung
Vulcaniella pontica ist in Kleinasien (Türkei) beheimatet.

## Biologie
Die Biologie der Art ist unbekannt. Falter wurden Anfang Juli gesammelt.

## Belege
1. 1 2 3 4 5 6 7 8 9 10  J. C. Koster, S. Yu. Sinev: Momphidae, Batrachedridae, Stathmopodidae, Agonoxenidae, Cosmopterigidae, Chrysopeleiidae. In: P. Huemer, O. Karsholt, L. Lyneborg (Hrsg.): Microlepidoptera of Europe. 1. Auflage. Band 5. Apollo Books, Stenstrup 2003, ISBN 87-88757-66-8, S. 161 (englisch).
2. ↑  J. C. Koster (2008): Notes on the Cosmopterigidae (Lepidoptera) of Afghanistan and Jammu & Kashmir, India with descriptions of two new species. Zoologishe mededelingen 82(1), S. 97